# The Crimson Ghost
The Crimson Ghost (bra O Espírito Escarlate) é um seriado estadunidense de 1946, gênero policial, dirigido por William Witney e Fred C. Brannon, em 12 capítulos, estrelado por Charles Quigley, Linda Stirling e Clayton Moore. Foi produzido e distribuído pela Republic Pictures, e veiculou nos cinemas estadunidenses a partir de 26 de outubro de 1946.
Foi o último seriado de William Witney, depois de uma carreira que chegou a ser uma das mais elogiadas de todos os diretores de seriados.[carece de fontes?] O seriado foi relançado como uma série de seis episódios na década de 1950 e como um filme de televisão sob o título Cyclotrode X,[carece de fontes?] em 1966. Na década de 1990 The Crimson Ghost foi um dos dois seriados da Republic a serem colorizados.[carece de fontes?]

## Sinopse
Um misterioso vilão mascarado, Crimson Ghost, está determinado a roubar um dispositivo atômico conhecido como Cyclotrode X, que pode cortar qualquer dispositivo elétrico.

## Elenco
- Charles Quigley … Duncan Richards
- Linda Stirling … Diana Farnsworth
- Clayton Moore … Ashe
- I. Stanford Jolley … Doutor Blackton e a voz de Crimson Ghost
- Kenne Duncan … Professor Chambers
- Forrest Taylor … Professor Van Wyck
- Emmett Vogan … Anderson
- Sam Flint … Maxwell
- Joseph Forte … Professor Parker
- Stanley Price … Conde Fator
- Rex Lease ... Bain (não-creditado)

## Produção
The Crimson Ghost foi orçado em $137,912, porém seu custo final foi $161,174, e foi o mais caro seriado da Republic em 1946. Foi filmado entre 28 de março e 24 de abril de 1946, sob o título provisório The Scarlet Shadow. Foi a produção nº 1597.

## Lançamento

### Cinema
O lançamento oficial de The Crimson Ghost é datado de 26 de outubro de 1946, porém essa é a data da disponibilização do 6º capítulo.

### Televisão
No início dos anos 1950, The Crimson Ghost foi um dos 14 seriados da Republic a serem editados como série de televisão, em 6 episódios de 26½-minutos. The Crimson Ghost foi um dos 26 seriados da Republic relançados como filme na televisão em 1966, sob um novo título, Cyclotrode "X", num versão editada para 100 minutos. The Crimson Ghost foi um dos dois seriados da republic a serem colorizados nos anos 1990.

## Recepção crítica
Cline considera Crimson Ghost “o mais impressionante e visualmente fascinante vilão em qualquer filme seriado.

## Capítulos
1. Atomic Peril (20 min)
2. Thunderbolt (13min 20s)
3. The Fatal Sacrifice (13min 20s)
4. The Laughing Skull (13min 20s)
5. Flaming Death (13min 20s)
6. Mystery of the Mountain (13min 20s)
7. Electrocution (13min 20s)
8. The Slave Collar (13min 20s)
9. Blazing Fury (13min 20s)
10. The Trap that Failed (13min 20s)
11. Double Murder (13min 20s)
12. The Invisible Trail (13min 20s)

Fonte: